# Que c'est triste Venise
Que c'est triste Venise è un brano musicale scritto da Françoise Dorin ed interpretato dal cantante franco-armeno Charles Aznavour, con argomento Venezia.
È stata registrata per la prima volta in francese da Aznavour nel 1964 e più tardi in spagnolo (Venecia Sin Ti), tedesco (Venedig im Grau), inglese (How Sad Venice Can Be), e, notevolmente più famosa, nel 1965 in italiano (Com'è triste Venezia).
La canzone è stata un successo internazionale: nel 1964-1965, è stata al primo posto nelle classifiche di Billboard in Francia, in Brasile, nella versione in spagnolo di Juan Ramón nel 1965, aveva ottenuto la prima posizione della hit parade in Argentina e in Cile la quinta.
La versione catalana del cantante Dyango, registrata nel 1994 con lo stesso nome della versione spagnola, è stata molto apprezzata.